# Unasi
Unasi su izmišljena rasa iz američke TV serije Zvjezdana vrata SG-1 i predstavljaju primitivnu vrstu. Oni žive na nekoliko planeta, ali njihov matični planet je P3X-888, matični planet Goa'ulda. Unasi su prvi poslužili Goa'uldima kao sluge. Izuzetno su snažni i izdržljivi. Unas koji je zaposjednut Goa'uldom postaje gotovo neuništiv. Unasi s planeta P3X-888 su se pod vodstvom Unasa po imenu Chaka s kojim je Daniel uspio ostvariti komunikaciju oslobodili ropstva. 

## Pojavljivanje
Prvo pojavljivanje Unasa je bilo u epizodi Torov čekić u prvoj sezoni, a potom u epizodama Demoni u trećoj sezoni i Neprijateljev rudnik sedmoj sezoni.

## Društveno uređenje
Imaju primitivan plemenski hijerarhijski poredak koji se temelji na zakonu jačega. Predvodnik je mužjak koji mora dokazati svoju nadmoć nad ostalim članovima da bi mogao zauzeti vodeće mjesto u plemenu.